# خی خرس بزرگ
خی خرس بزرگ یک ستاره است که در صورت فلکی خرس بزرگ قرار دارد.
نام سنتی آن قَفزه (جست) و فقره (مهره) است که به جستن آهوی ترسیم شده بر روی این صورت فلکی و مهره پشت خرس بزرگ اشاره دارد.